# دان فريزر
دان فريزر (بالإنجليزية: Dan Frazer)‏ مواليد 20 نوفمبر 1921 في نيويورك، الولايات المتحدة - الوفاة 16 ديسمبر 2011 في نيويورك، الولايات المتحدة، هو ممثل أمريكي بدأ مسيرته الفنية سنة 1949. امتدت مسيرته الفنية لأكثر من 62 عاما.

## الأعمال
- زنابق الحقل
- طباق
- أز ذا وورلد تيرنز

## روابط خارجية
- دان فريزر على موقع IMDb (الإنجليزية)
- دان فريزر على موقع ألو سيني (الفرنسية)
- دان فريزر على موقع أول موفي (الإنجليزية)
- دان فريزر على موقع قاعدة بيانات برودواي على الإنترنت (الإنجليزية)
- دان فريزر على موقع قاعدة بيانات الأفلام السويدية (السويدية)
- دان فريزر على موقع قاعدة بيانات الفيلم (الإنجليزية)
- دان فريزر على موقع كينوبويسك (الروسية)